# Élections constituantes de 1945 en Martinique
Les élections législatives françaises de 1945 se déroulent le 21 octobre.

## Mode de scrutin
Les députés métropolitains sont élus selon le système de représentation proportionnelle suivant la règle de la plus forte moyenne dans le département, sans panachage ni vote préférentiel. Il y a 586 sièges à pourvoir.
Dans le département de Martinique, deux députés sont à élire dans deux circonscriptions (découpage de 1927) au scrutin uninominal majoritaire à deux tours. Un second tour est prévu le 4 novembre si aucun candidat ne dépasse les 50%.

## Élus
Les deux députés élus sont : 
| Identité       | Parti |
| -------------- | ----- |
| Aimé Césaire   | PCF   |
| Léopold Bissol | PCF   |

## Résultats

### 1recirconscription
|                | PCF            | Aimé Césaire         | 14 658 | 66,25  | 14 405 | 71,44  |  |  |  |  |  |
|                | SFIO           | Edmé Joseph-Henri    | 5 733  | 25,91  | 5 759  | 28,56  |  |  |  |  |  |
|                | Soc-ind        | Joseph Lagrosillière | 1 733  | 7,83   |        |        |  |  |  |  |  |
| Inscrits       | Inscrits       | Inscrits             | 67 121 | 100,00 | 67 121 | 100,00 |  |  |  |  |  |
| Votants        | Votants        | Votants              | 23 520 | 35,04  | 20 264 | 30,19  |  |  |  |  |  |
| Blancs et nuls | Blancs et nuls | Blancs et nuls       | 1 396  | 5,93   | 100    | 0,49   |  |  |  |  |  |
| Exprimés       | Exprimés       | Exprimés             | 22 124 | 94,07  | 20 164 | 99,51  |  |  |  |  |  |

### 2ecirconscription
| Parti          | Parti          | Tête de liste          | 1er Tour | 1er Tour | 2e Tour | 2e Tour |
| Parti          | Parti          | Tête de liste          | Voix     | %        | Voix    | %       |
| -------------- | -------------- | ---------------------- | -------- | -------- | ------- | ------- |
|                | SFIO           | Emmanuel Véry-Hermence | 4 408    | 30.23    | 5 091   | 35.23   |
|                | PCF            | Léopold Bissol         | 3 919    | 26.87    | 8 185   | 56.65   |
|                | Soc-ind        | Paul Symphor           | 3 848    | 26.39    |         |         |
|                | Rad-Soc        | Victor Sablé           | 2 409    | 16.52    | 1 173   | 8,12    |
| Inscrits       | Inscrits       | Inscrits               | 47 418   | 100,00   | 47 418  | 100,00  |
| Votants        | Votants        | Votants                | 15 106   | 31.86    | 14 825  | 31.27   |
| Blancs et nuls | Blancs et nuls | Blancs et nuls         | 522      | 3,46     | 376     | 2,54    |
| Exprimés       | Exprimés       | Exprimés               | 14 584   | 96.54    | 14 449  | 97.46   |